# Castillo de Montsoreau
El castillo de Montsoreau (en francés: Château de Montsoreau) es un château de estilo gótico flamígero francés con elementos renacentistas posteriores ubicado en Montsoreau, valle del Loira, departamento de Maine-et-Loire, Francia. Fue construido en 1455 por Jean II de Chambes, un consejero del rey Carlos VII. Erigido en el Valle del Loira, en sus primeros años se utilizó como una fortaleza estratégica, ya que desde allí se podía controlar el tráfico entre las ciudades de Chinon y Saumur. De hecho, el castillo de Montsoreau tiene una posición excepcional en la confluencia de dos ríos, el Loira y el río Vienne, y en el límite geográfico de tres regiones históricas: Anjou, Poitou y Touraine. A diferencia de otros castillos del Loira, el Château de Montsoreau es el único que se ha construido directamente en el lecho del Loira.
Ha sido inmortalizado muchas veces: por Alejandro Dumas en su novela La Dama de Monsoreau escrita entre 1845 y 1846, por J. M. W. Turner en una acuarela que representa el castillo y la confluencia de los ríos Vienne y Loira, por François Rabelais en Gargantúa y Pantagruel, que entrega Montsoreau como recompensa a Ithybole después de su victoria, y por Auguste Rodin, que lo idealiza en un dibujo conservado en el Museo Rodin.
Clasificado como monumento histórico en 1862, está listado en 2000 como Patrimonio de la Humanidad por la UNESCO como parte de la inscripción de todo el valle del Loira entre Sully-sur-Loire y Chalonnes.
En abril de 2016, Philippe Méaille convierte el castillo de Montsoreau en un museo de arte contemporáneo y lo nombra Château de Montsoreau – Musée d'art contemporain.

## Etimología

### Latina
El nombre Montsoreau apareció por primera vez en 1086 en un mapa en su forma latina: Castrum Monte Sorello o Mons Sorello. Mons o Monte se refiere a un promontorio rocoso. La procedencia y la interpretación del nombre Sorello son todavía desconocidas, pero sin duda significarían calvo o rojo. Esta roca debía su notabilidad, relativamente antigua, al hecho de que estaba situada en el lecho del Loira, parcialmente rodeada por sus aguas durante las épocas de alta agua. Además, incluso antes de que se construyera una fortaleza, un edificio administrativo o de culto ya había ocupado el lugar desde la época galo-romana.

### Literario
En La Dama de Monsoreau, Alejandro Dumas se divierte encontrando un origen muy particular en el nombre del castillo, haciéndolo desviarse del monte del ratón:

— Ah ! ma foi, monseigneur le duc d’Anjou attendra. Cet homme pique ma curiosité. Je le trouve singulier. Je ne sais pourquoi on a de ces idées-là, tu sais, la première fois qu’on rencontre les gens je ne sais pourquoi il me semble que j’aurai maille à partir avec lui, et puis ce nom, Monsoreau !
— Mont de la souris, reprit Antraguet, voilà l’étymologie : mon vieil abbé m’a appris cela ce matin : Mons Soricis.
Alexandre Dumas, La dame de Monsoreau, 1846.

— A fe mia, que se espere monseñor el Duque de Anjou. Ese hombre ha picado mi curiosidad, le encuentro estraño, y no sé porque -uno tiene tales ideas, bien lo sabes, la primera vez que se encuentra á las gentes, -no sé porque, pero me parece que tendré que habérmelas con él, y á mas ese nombre Monsoreau...
— Monte del ratón, replicó Antraguet;ahi tienes la etimología; mi anciano abate me lo ha enseñado esta mañana: Mons. Soricis.
Alejandro Dumas, La dama de Monsoreau, traduccion Victor Balaguer y D. F. J. Orellana, 1848.

—¡Pardiez! el señor duque de Anjou tendrá la bondad de esperarse. Ese hombre escita mi curiosidad; le encuentro singular no sé por qué; ya sabes que esta clase ideas nacen en uno desde la primera vez que vé á las personas; me parece que no hemos de congeniar él y yo; y luego ese nombre ¡Montsoreau!
— Monte del Raton, contestó Antraguet: 'aqui tienes su etimología; mi viejo abad me la enseñó esta mañana: Mons Soricis.
Alejandro Dumas, La Dama de Monsoreau, Mellado Editor, 1847.

## Geografía

### Situación

#### Ciudad
El pueblo que hoy lleva el nombre de Montsoreau originalmente incluía tres entidades:
- El puerto de Rest, cerca del río, se llama Arceau.
- Rest-sous-Montsoreau al pie de la colina, a orillas del Loira.
- El castillo de Montsoreau.

El nombre Rest se deriva del latín Restis que significa red en referencia a los muchos pescadores asentados en el pueblo. El castillo está construido en una ubicación estratégica, en un promontorio rocoso en el lecho del río Loira, aguas abajo de la confluencia de los ríos Loira y Vienne. Fue construido inmediatamente en el borde del Loira, al pie de la colina, en la orilla izquierda del río, con una base de piedra natural que consiste en una roca aún visible en algunos lugares. Este tipo de base natural se encuentra con bastante frecuencia en la construcción de obras importantes. Su posición topográfica parece ser bastante desfavorable en el nivel defensivo, pero la hipótesis según la cual existía un motte castrale en un lugar llamado la motte explicaría la invulnerabilidad de la fortaleza que precede al castillo en el curso de la historia. De hecho, solo Enrique II de Inglaterra dominará la fortaleza construida por Fulco III de Anjou durante sus 450 años de existencia. Se encuentra entre dos pequeños valles que aíslan una parte de la meseta de alrededor de treinta hectáreas, cuyos accesos son bastante empinados hacia el este y el oeste.

#### Valle del Loira
El castillo de Montsoreau está situado en el corazón del valle del Loira. Al norte, el Valle del Loira forma una llanura aluvial ubicada a unos 30 metros sobre el nivel del mar, a menudo los bancos están sujetos a inundaciones. En la orilla derecha del Loira, los nombres de lugar tiene muchas islas: la isla aux Mignons, la isla Drugeon, la isla Ruesche y la isla au Than, ubicadas justo enfrente del castillo de Montsoreau. Los suelos son muy fértiles y aptos para cultivos. Al sur del río, una meseta cretácea de piedra caliza domina el Loira a una altitud promedio de 70 metros sobre el nivel del mar y se utiliza principalmente para la viticultura. Esta bandeja está hecha de tuffeau turco conocido por sus cualidades arquitectónicas. El valle del Arceau, perpendicular al Loira, cruza este macizo de piedra caliza al nivel de Montsoreau. Al sur, más arriba, su cuenca forma la cuenca Fontevraud-l'Abbaye.

### Protecciones

#### Monumento histórico
Hay dos niveles de protección para los monumentos históricos en Francia. Pueden ser inscritos o clasificados. Ser clasificado confiere el más alto nivel de protección.
- El Castillo de Montsoreau fue clasificado como Monumento Histórico en 1862 junto con 57 castillos en la lista elaborada bajo la dirección de Prosper Mérimée, incluidos el Castillo de Fontainebleau, L'Hôtel des Invalides y el Castillo Gaillard. Es el único edificio catalogado en Montsoreau.[15]
- La capilla castrale fue inscrita el 3 de diciembre de 1930.
- El palacio de la Sénéchaussée ubicado en el antiguo recinto del castillo fue inscrito el 6 de octubre de 1938.[15]

#### Área boscosa clasificada (EBC)
En el marco del plan general de ordenación urbana (Plan Local d'Urbanisme), parte del parque del castillo de Montsoreau fue clasificada como Área boscosa clasificada. La clasificación prohíbe cambios en el uso o métodos de ocupación de la tierra que puedan comprometer la conservación, protección o creación de forestación. La clasificación en EBC implica el rechazo automático de las solicitudes de autorización para limpiar la tierra prevista por el Código Forestal, y conlleva la creación de un régimen de declaración administrativa antes de toda poda y tala de árboles.

#### Pueblos más bonitos de Francia
El pueblo de Montsoreau en el que se encuentra el castillo de Montsoreau ha obtenido la etiqueta de pueblos más bonitos de Francia debido a su notable patrimonio arquitectónico y su dinamismo turístico creado por el castillo.

#### Valle del Loira Patrimonio de la Humanidad de la UNESCO
El château de Montsoreau se encuentra en el valle del Loira, entre Sully-sur-Loire y Chalonnes-sur-Loire, clasificado Patrimonio de la Humanidad por la Unesco, de acuerdo con los siguientes tres criterios:
≪ - Criterio (i): el Valle del Loira es notable por la calidad de su patrimonio arquitectónico, con sus ciudades históricas como Blois, Chinon, Orléans, Saumur y Tours, pero más particularmente por sus castillos de fama mundial.
- Criterio (ii): el valle del Loira es un paisaje cultural excepcional a lo largo de un gran río. Es testigo de un intercambio de influencias, valores humanos y el desarrollo armonioso de las interacciones entre las personas y su entorno a lo largo de más de dos mil años de historia.
- Criterio (iv): el paisaje del Valle del Loira, y más particularmente sus numerosos monumentos culturales, ilustran en grado excepcional la influencia de los ideales del Renacimiento y la Era des lumières en el pensamiento y la creación de Europa Occidental ≫.

## Historia

### Arqueología
La existencia de un lugar llamado La Motte, ligeramente detrás de la colina, podría preservar el recuerdo de una fortificación que protege el castillo inferior. Sin embargo, esta hipótesis no está respaldada por ningún rastro en el suelo, incluso si se debe tener en cuenta que los campos circundantes muestran una dispersión de fragmentos de azulejos (incluidas las tegulas) sobre un área grande. En términos más generales, la presencia de muebles galo-romanos en el sitio atestigua la existencia de un sitio antiguo, sin duda importante, pero aún muy poco conocido. La excavación del terraplén al sur del castillo produjo notablemente un pozo de columna estriada probablemente provenga de un templo o un antiguo edificio público.
Se pueden presentar algunas hipótesis arqueológicas sobre el edificio que precedió a la fortaleza construida por Eudes de Blois en 990:
- La presencia de un edificio llamado Villa de Rest-sous-Montsoreau se atestigua en 541 como propiedad de Hardearde, vicario de Inocencio, obispo de Le Mans. En los siglos VIII y IX, esta villa de Rest-sous-Montsoreau pertenecía a los canónigos de Saint-Martin-de-Tours.[21]
- En 832, el emperador Ludovico Pío, hijo de Carlomagno, entonces en Aquitania durante el invierno de Sant Martin, se refugió en Francia, en el castillo de Rest para escapar de la dureza del invierno.[22]
- El 5 de enero de 844 u 855, Carlos II el calvo confirmó, en una carta, a los monjes de Saint-Martin-de-Tours la posesión de la villa de Rest-sous-Montsoreau.[23]

### Propietarios
| Propietario                   | Fecha                | Título de nobleza | Observaciones |
| ----------------------------- | -------------------- | --- | --- |
| Eudes I de Blois              | 990-996              | Conde de Blois | |
| Fulco III d'Anjou             | 996-997              | Conde d'Anjou | Fulco Nerra le da la fortaleza a su confidente Gautier (o Guillaume) que se convierte en Gautier de Montsoreau.                                                                                               |
| Gautier de Montsoreau         | 1001-después de 1010 | Señor de Montsoreau | Montsoreau se convirtió en uno de los primeros castellenies de Anjou. |
| Guillaume de Montsoreau       | después de 1010-?    | Señor de Montsoreau | |
| Gautier II de Montsoreau      | ?-1060               | Seigneur de Montsoreau | |
| Guillaume II de Montsoreau    | 1040-1087            | Señor de Montsoreau | |
| Guillaume II de Montsoreau    | 1040-1087            | Señor de Montsoreau | |
| Gautier I de Montsoreau       | 1087-1129            | Señor de Montsoreau | |
| Guillaume II de Montsoreau    | 1129-1152            | Señor de Montsoreau | |
|                               |                      | | |
| Enrique II rey de Inglaterra  | 1152-1154            | Conde de Anjou y Maine, Duque de Normandía y Aquitania. | La toma de la fortaleza de Montsoreau pone fin a la primera revuelta de Geoffroy VI de Anjou contra su hermano Enrique II, rey de Inglaterra.                                                                 |
| Godofredo VI de Anjou         | 1154-1156            | Conde d'Anjou | Godofredo VI de Anjou se convirtió en Conde de Anjou después de la adhesión de su hermano a la Corona inglesa a raíz de una disposición testamentaria de su padre Godofredo V de Anjou.                       |
| Enrique II, rey de Inglaterra | 1156-1170            | rey de Inglaterra | |
|                               |                      | | |
| Guillaume II de Montsoreau    | 1156-1171            | Señor de Montsoreau | Guillaume de Montsoreau volvió a ser gobernador del castillo de Montsoreau, dando fe de su firma de una ordenanza de Enrique II sobre el desarrollo del terraplén del río Loira en 1171.                      |
| Gautier II de Montsoreau      | 1171-1229            | Señor de Montsoreau | |
|                               |                      | | |
| Pierre II Savary              | 1229-1250            | Señor de Montbazon y de Montsoreau | |
| Pierre III Savary             | 1250-1272            | Señor de Montbazon y de Montsoreau | |
| Geoffroy Savary dit Payen     | 1273-1302            | Señor de Montbazon y de Montsoreau | |
| Barthélemi Savary             | 1302-1347            | Señor de Montbazon y de Montsoreau | |
| Barthélemi II Savary          | 1347-1364            | Señor de Montbazon y de Montsoreau | |
| Renaud Savary                 | 1364-1383            | Señor de Montbazon y de Montsoreau | |
|                               |                      | | |
| Guillaume II de Craon         | 1383-1409            | Vizconde de Chateaudun y Señor de Montsoreau, chambelán del Rey Carlos VI | |
| Louis I Chabot                | 1409-1422            | Señor de Montsoreau y de la Grève | |
| Thibaud Chabot                | 1422-1428            | Señor de Pressigny, la Grève, Moncontour, Marnes, Ferrières, Colombier y Montsoreau                                                                                                   | |
| Louis II Chabot               | 1428-1450            | Señor de Pressigny, la Grève, Moncontour, Marnes, Ferrières, Colombier y Montsoreau, chambelán del Rey Carlos VII                                                                     | Vendió la fortaleza de Montsoreau a su cuñado Jean II de Chambes. |
|                               |                      | | |
| Jean II de chambes            | 1450-1476            | Caballero, señor de Montsoreau, consejero y primer dueño del Hôtel del Rey Carlos VII y del Rey Luis XI, capitán y gobernador de La Rochelle, capitán de Nyort y Talmont sur Gironde. | Destruyó la vieja fortaleza y construyó el actual castillo. |
| Jean III de Chambes           | 1476-1518            | Caballero, Barón de Montsoreau | |
| Philippe de Chambes           | 1518-1561            | Barón de Montsoreau | Sirvió al rey Francisco I en 1542 y se unió a Philippe d'Orléans con la misión de defender los pasajes del Marne. Poco después, recibió a Enrique de Navarra y a su esposa Margarita de Valois en Montsoreau. |
| Jean IV de Chambes            | 1561-1575            | Barón entonces conde de Montsoreau, Gobernador de Saumur y de Fontenay | Ejecutor de la matanza de San Bartolomé en Anjou, en Saumur y Angers en 1572 |
| Charles de Chambes            | 1576-1619            | Conde de Montsoreau | Esposo de Françoise de Maridor, la señora de Monsoreau en la novela homónima y en la novela Les Quarante-cinq de Alexandre Dumas.                                                                             |
| René de Chambes               | 1619-1649            | Conde de Montsoreau | Acusado de falsificación de dinero, de sal falsa y fraude con gabelas, fue condenado a muerte por Luis XIII en 1634 y se exilió en Inglaterra.                                                                |
| Bernard de Chambes            | 1634-1669            | Conde de Montsoreau | |
|                               |                      | | |
| Louis-François I du Bouchet   | 1669-1716            | Marqués de Sourches, conde de Montsoreau | Rector del Hôtel del Rey Luis XIV, Rector Mariscal de Francia, consejero de Estado, gobernador de Maine, Perche, Laval y Le Mans.                                                                             |
| Louis I du Bouchet            | 1716-1746            | Marqués de Sourches y de Bellay, conde de Montsoreau | Rector del Hôtel del Rey Luis XV, Rector Mariscal de Francia, consejero de Estado |
| Louis II du Bouchet           | 1746-1788            | Marqués de Sourches y de Bellay, conde de Montsoreau | Rector del Hôtel del Rey Luis XVI, Rector Mariscal de Francia, consejero de Estado, comandante del Espíritu Santo                                                                                             |
| Yves Marie du Bouchet         | 1788-1804            | Conde de Montsoreau, teniente general de los ejércitos del rey Luis XVI | Venta de la finca en 1804 |

En 1862, el Ministerio de Cultura de Francia declaró el castillo de Montsoreau como monument historique. Sin embargo, las fotografías del Ministerio lo muestran en mal estado, con puertas y ventanas rotas y los jardines descuidados. Pertenece a los castillos del Loira que fueron declarados Patrimonio de la Humanidad por la Unesco en 2000.

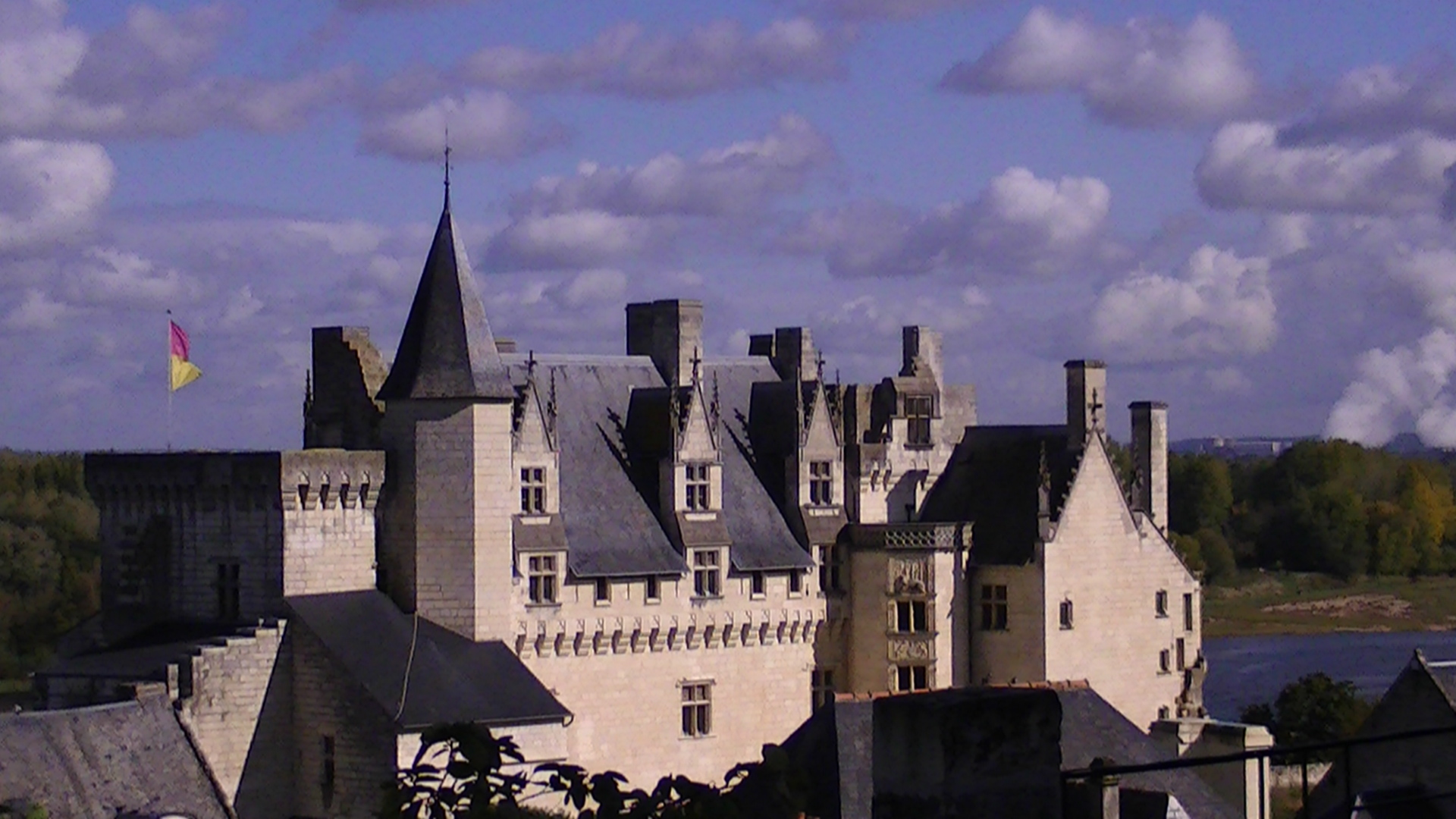
Vista del castillo y su camino de ronda entrecortado desde la ciudad
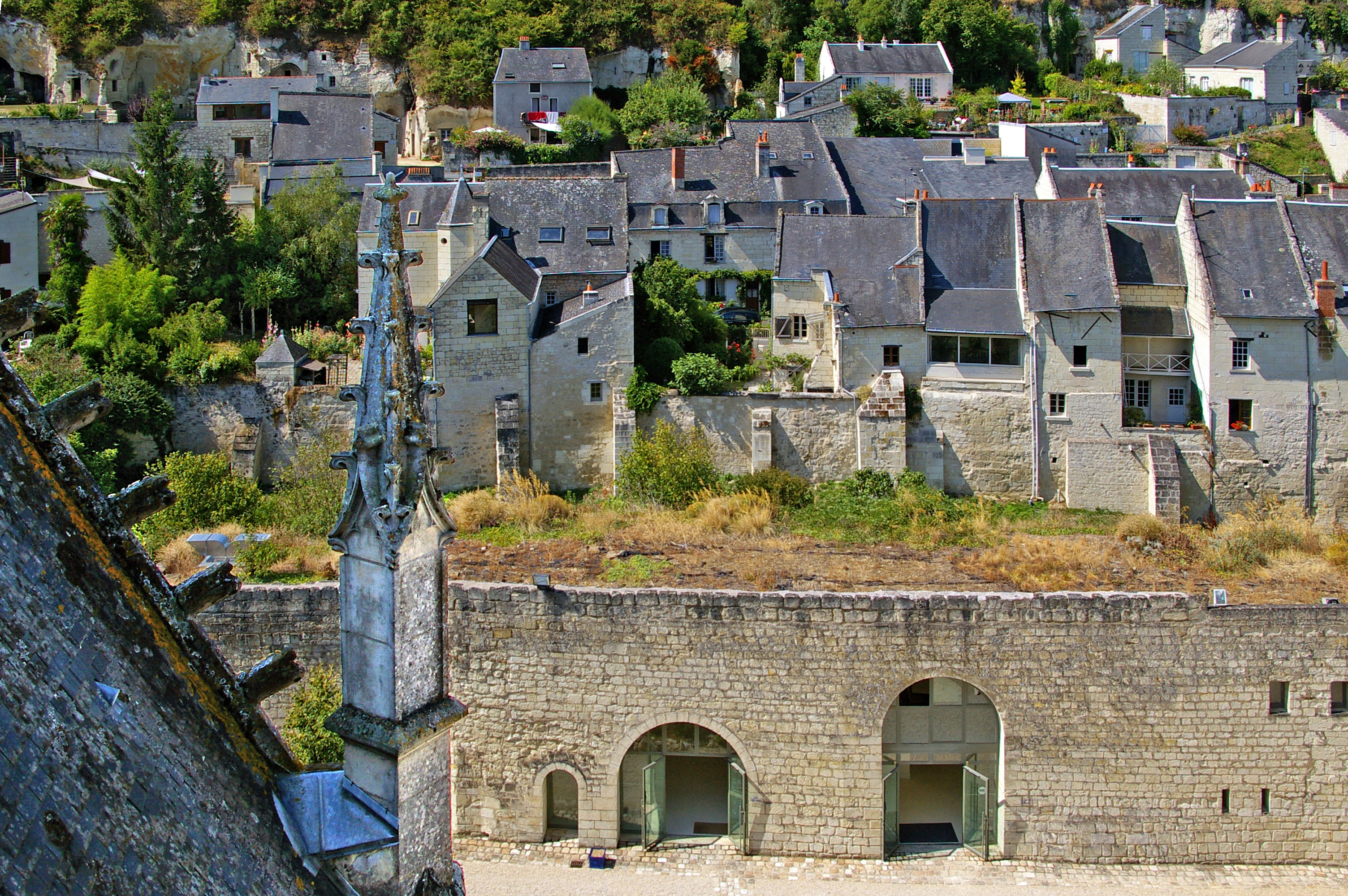
La ciudad de Montsoreau, adosada al castillo
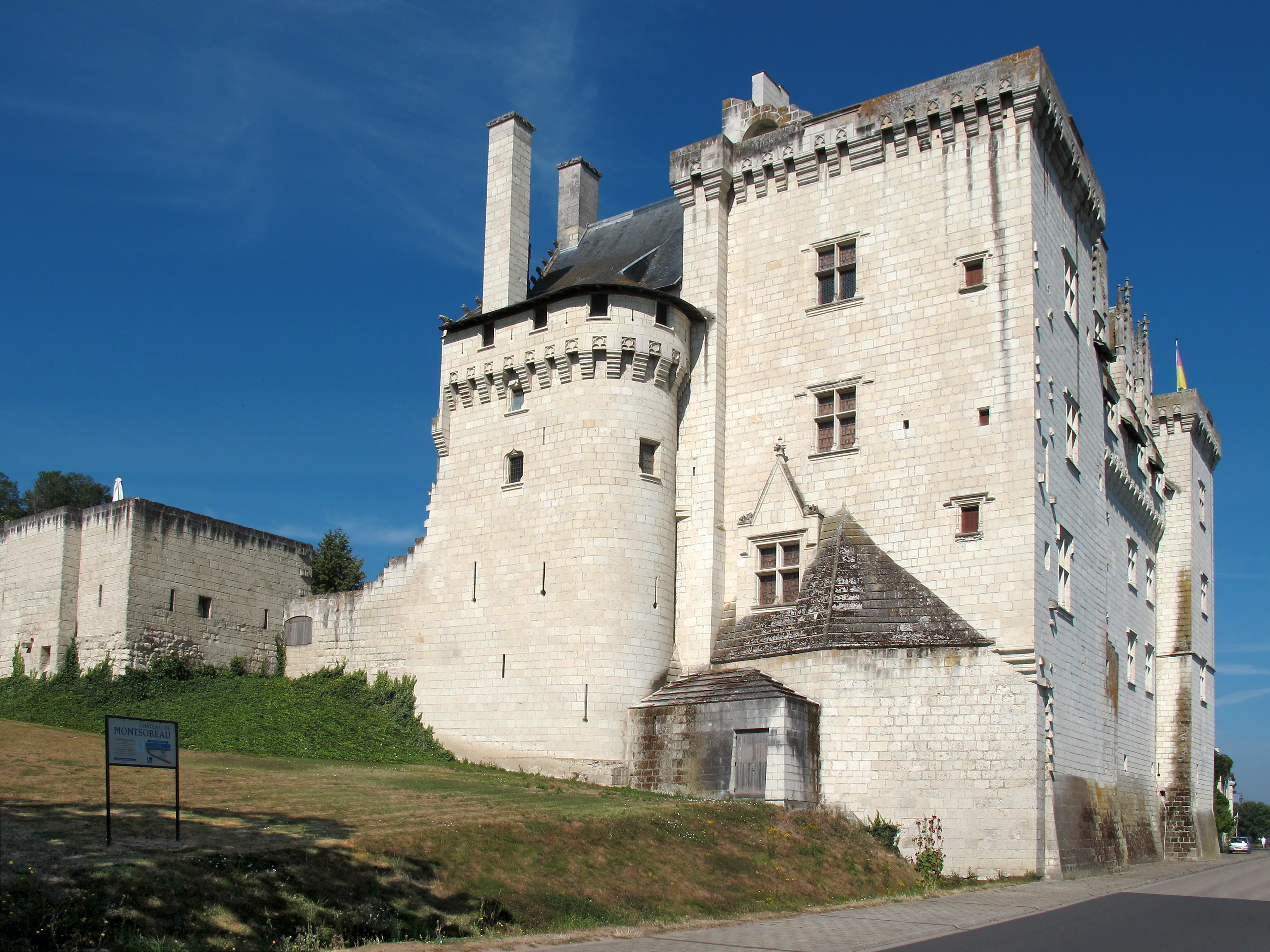
La fachada Este. La porte de l'Anjou
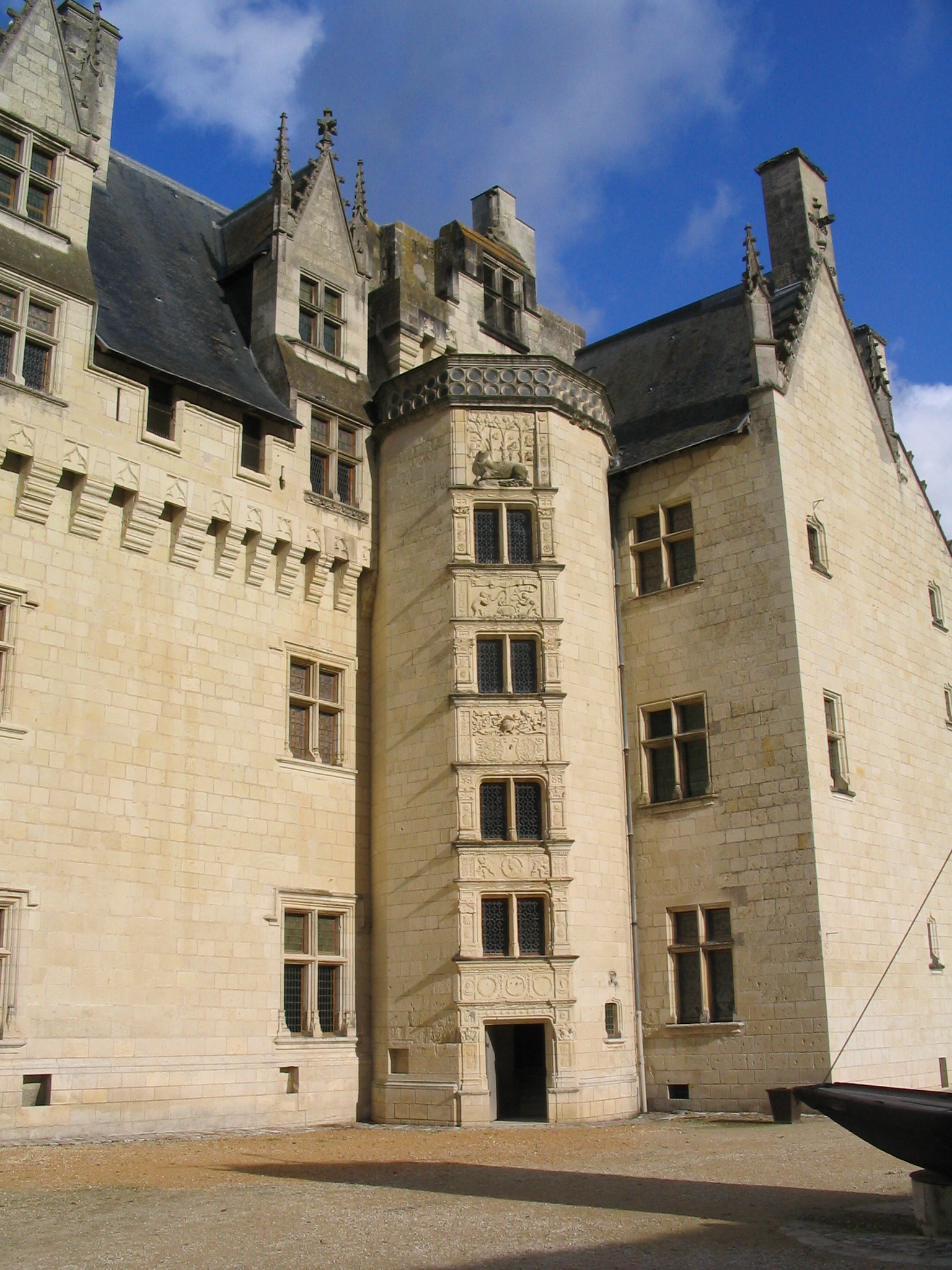
La fachada interior con su torre Renacentista

## Galería

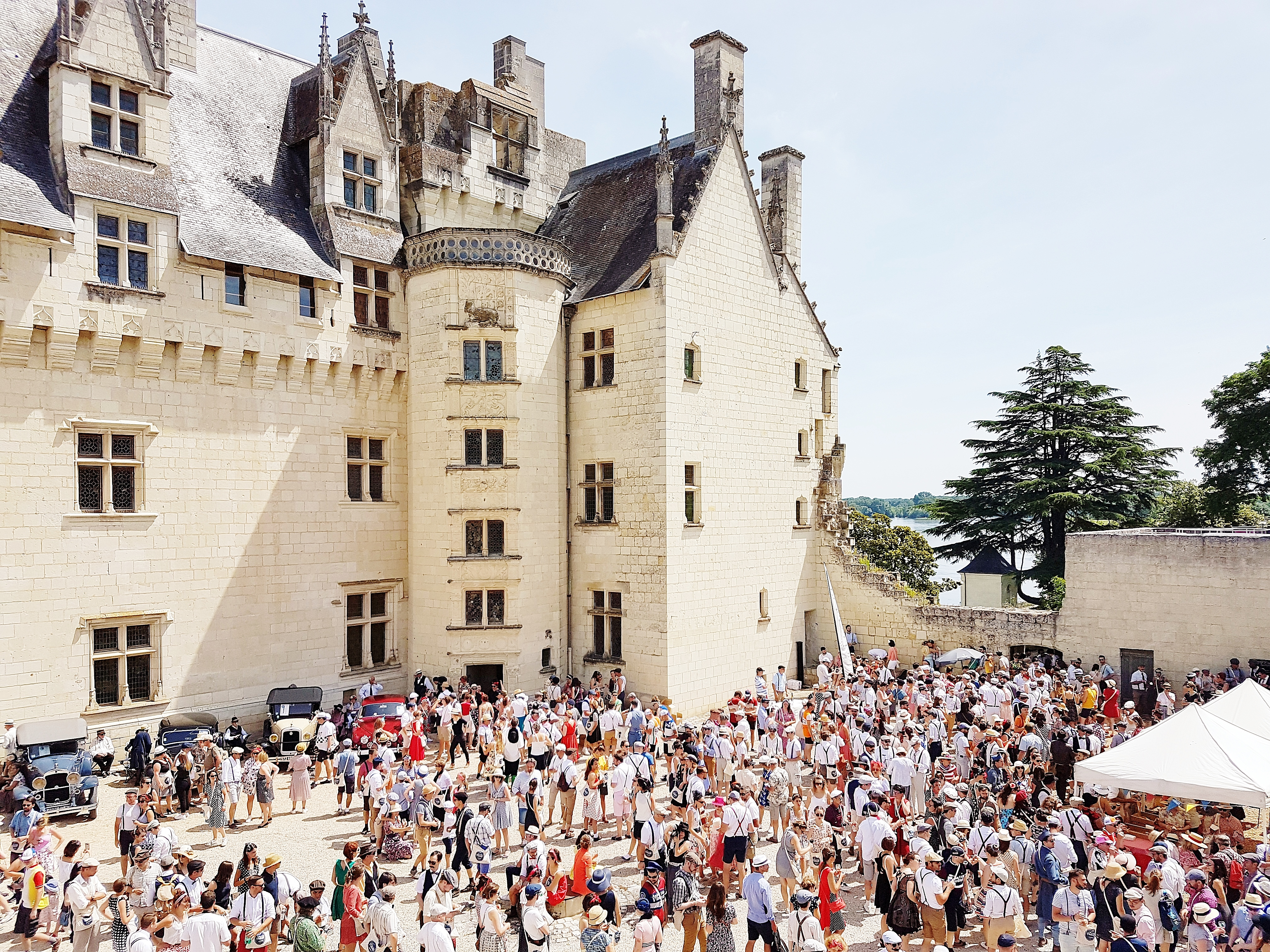
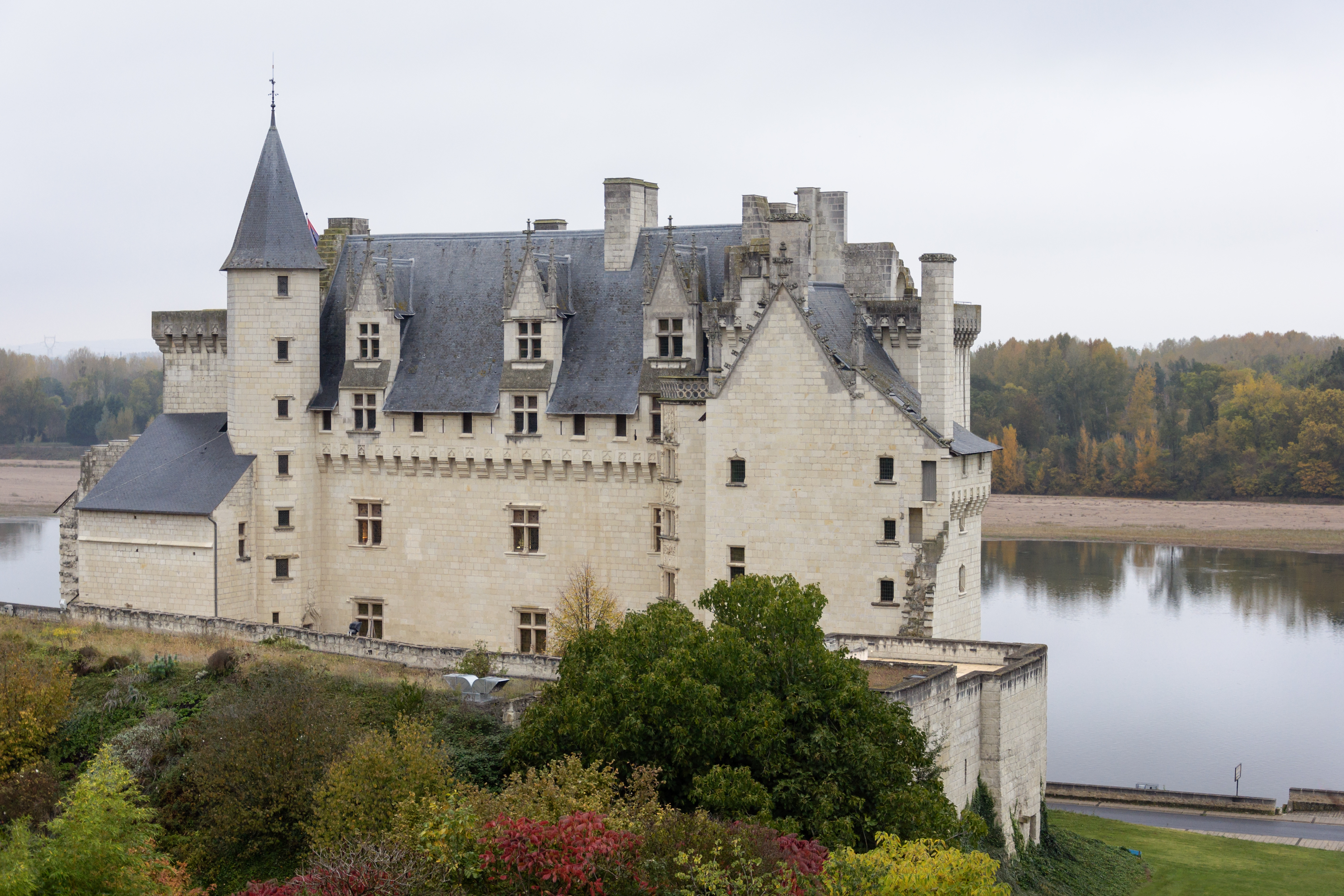
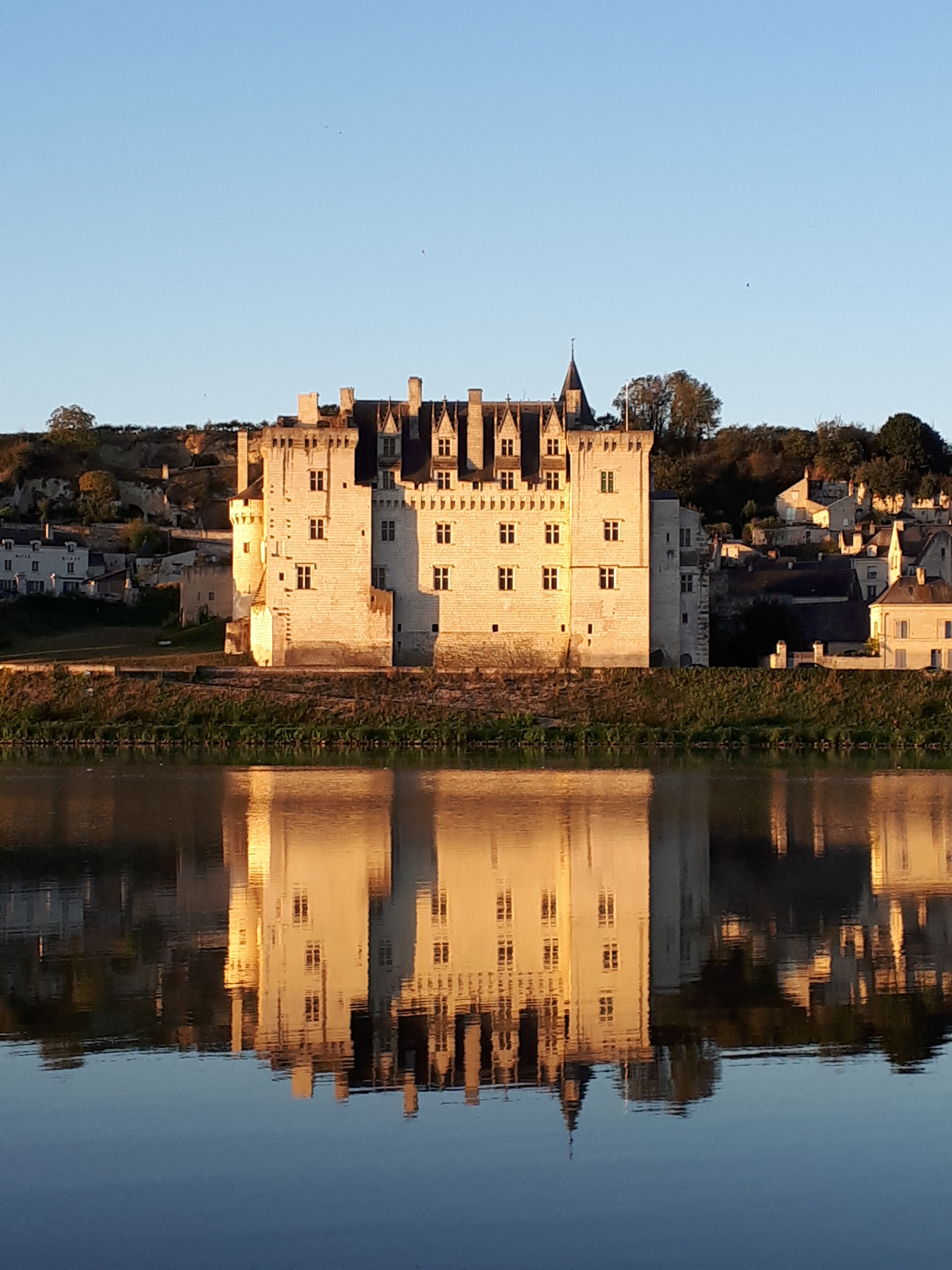
Museo de Arte Contemporáneo – Castillo de Montsoreau
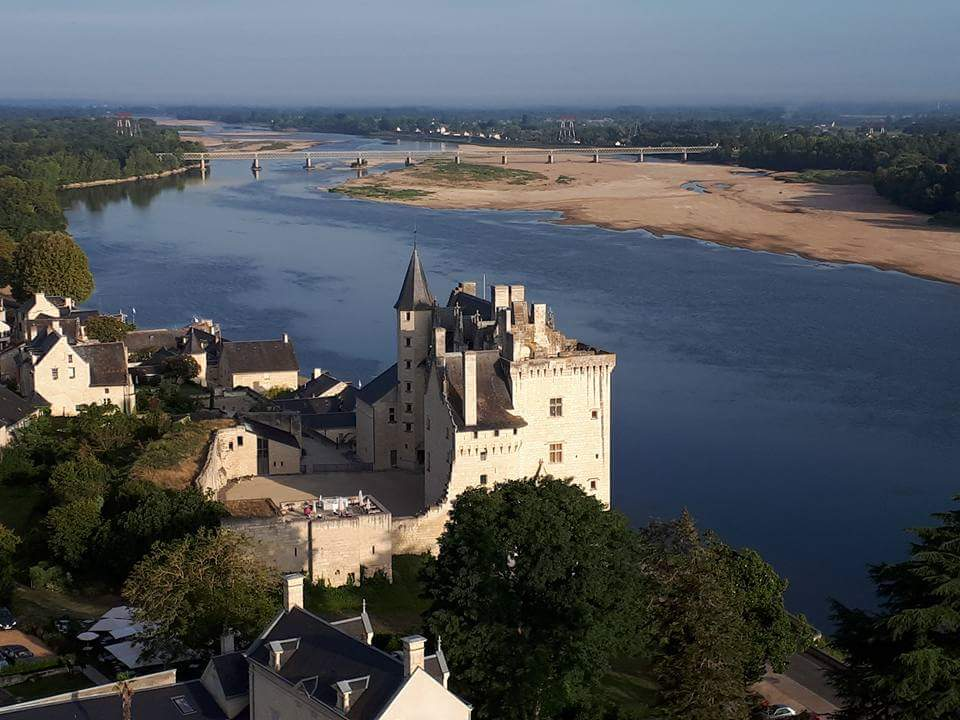
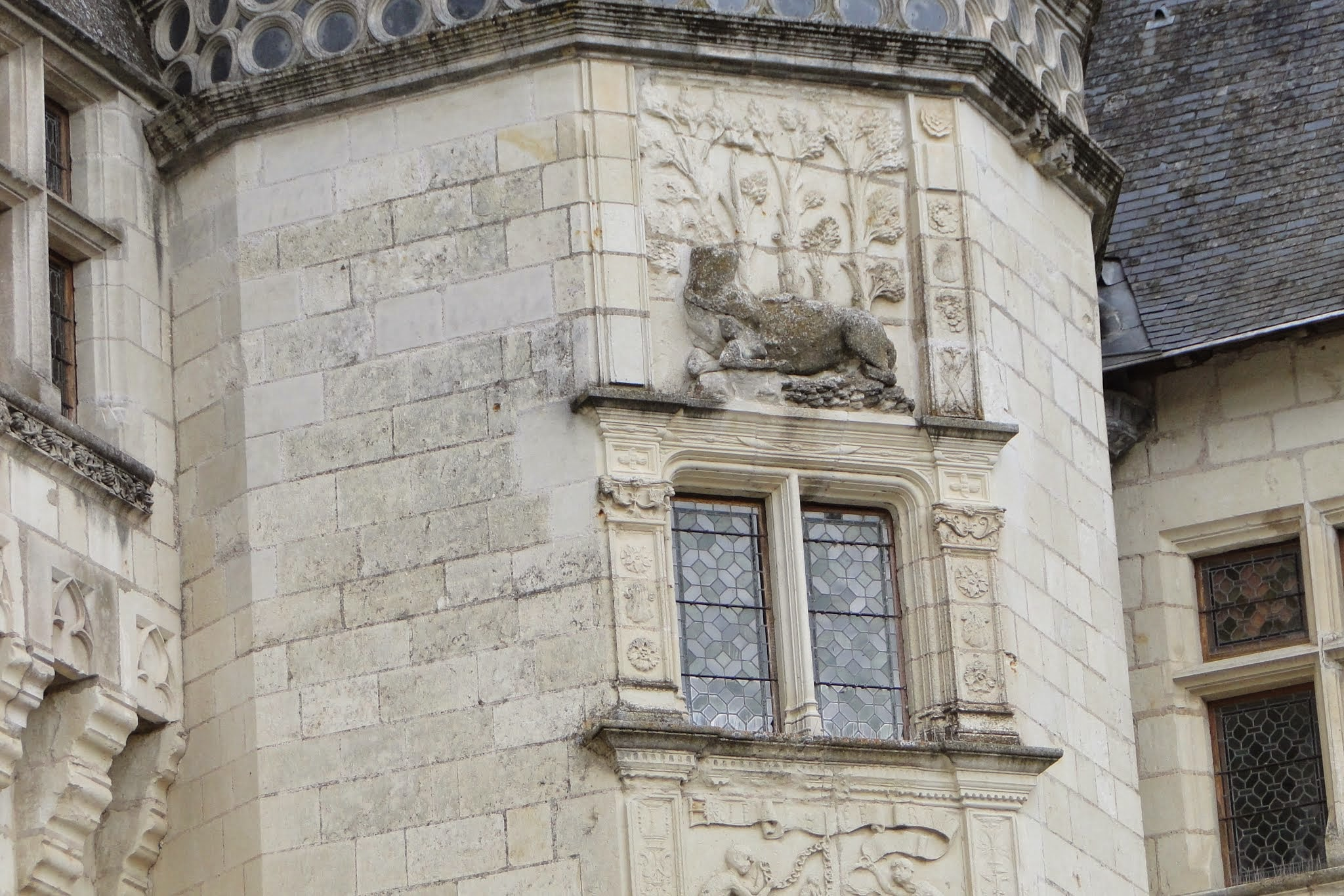
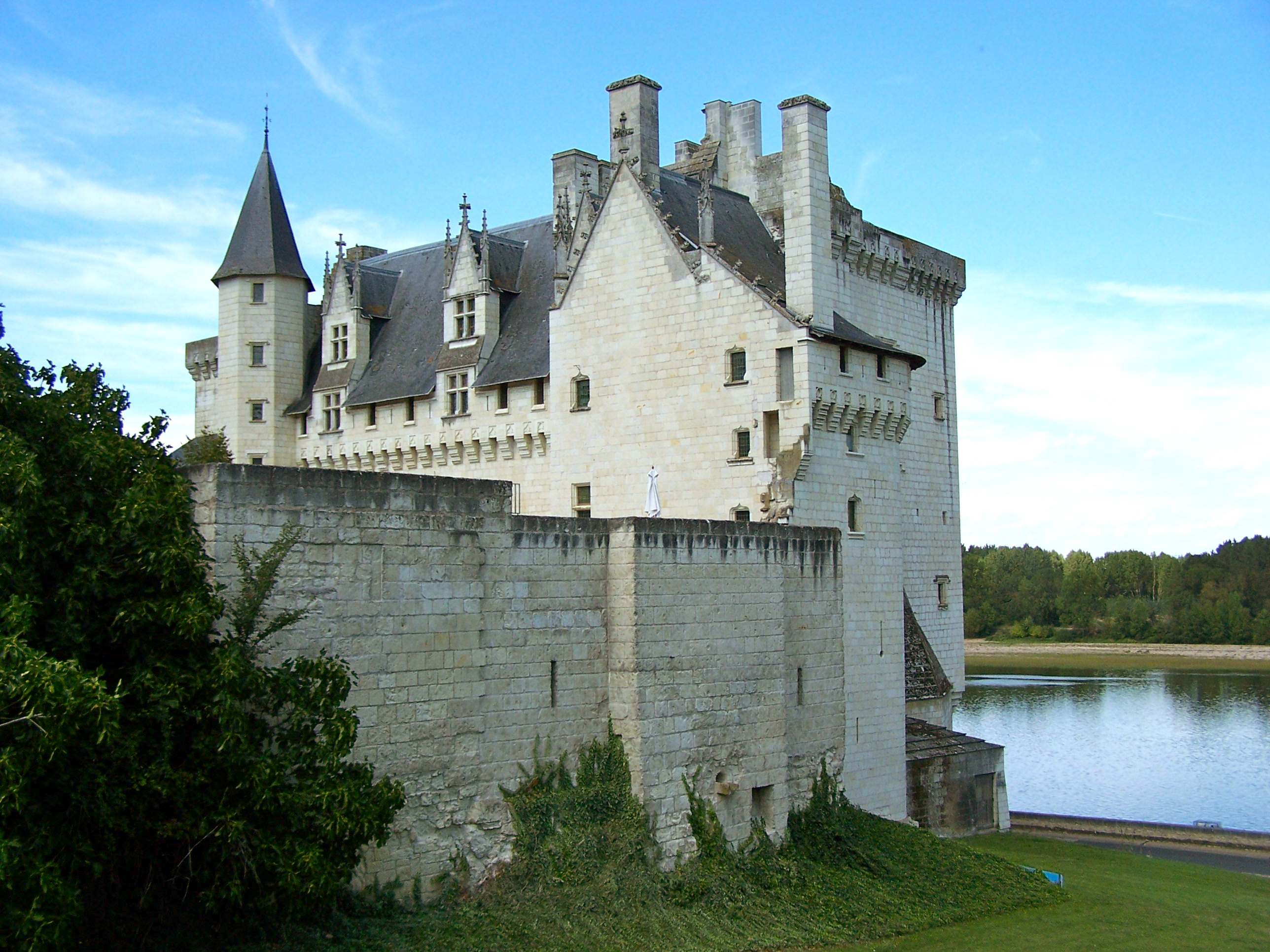
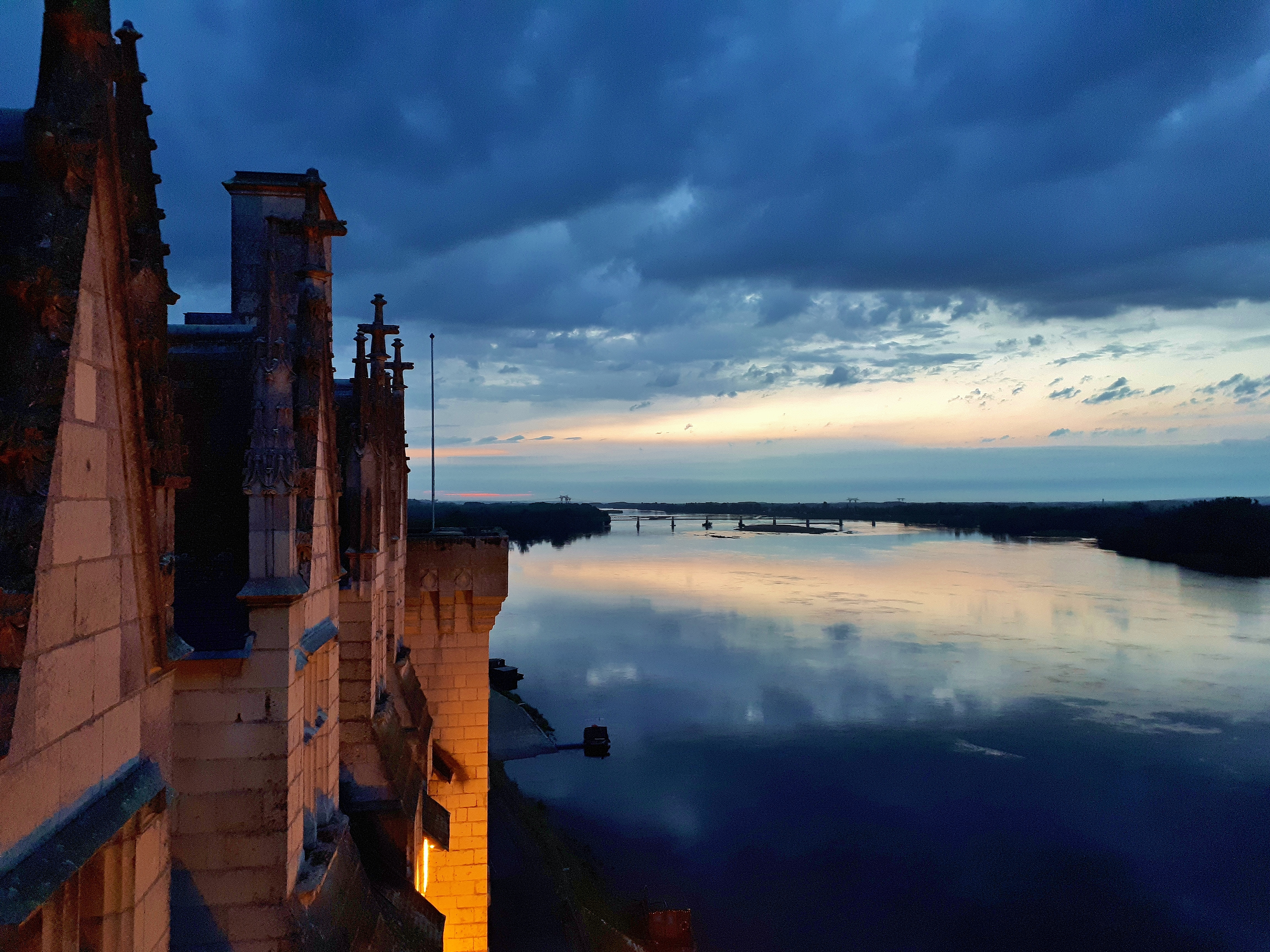
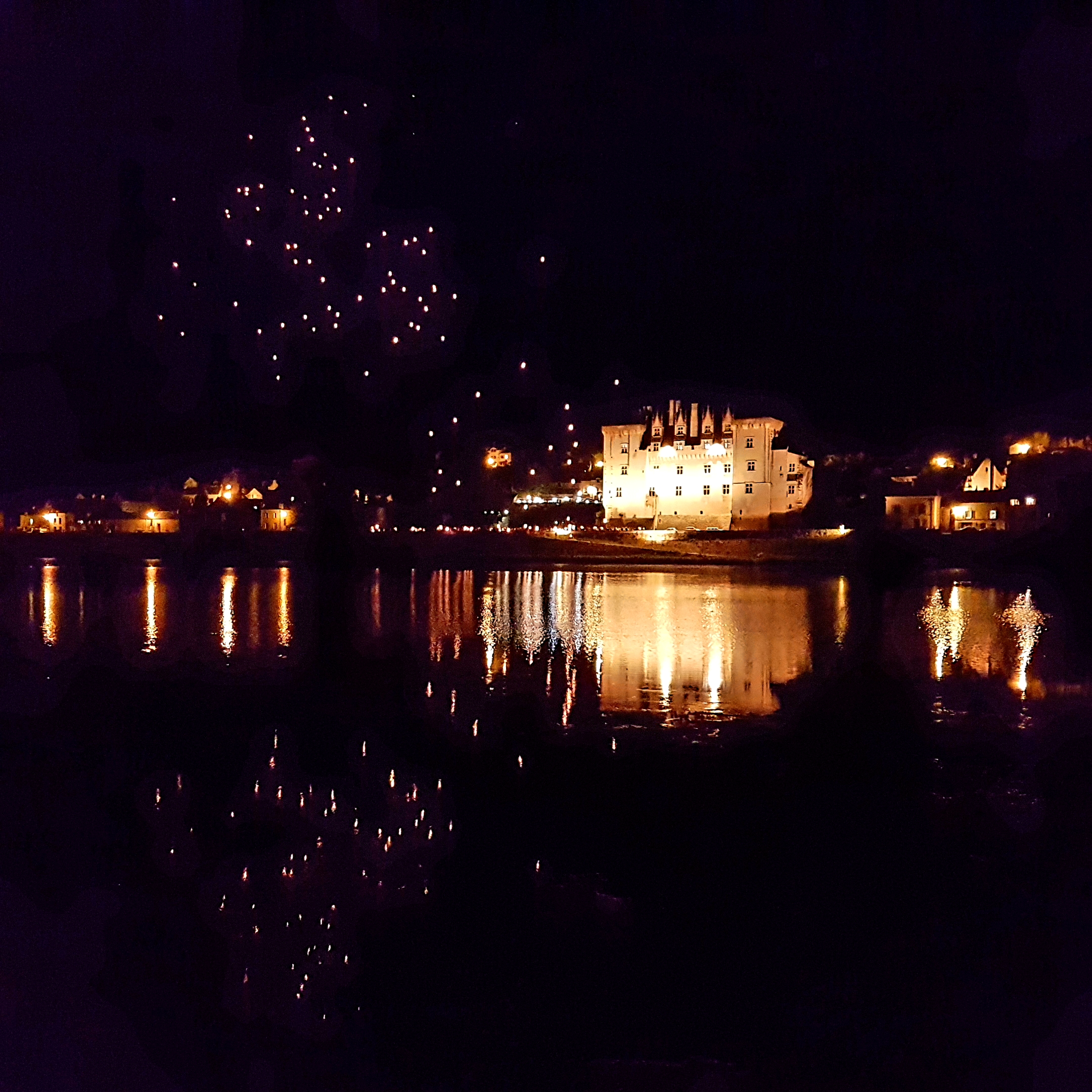

## Château de Montsoreau-Musée d'Art Contemporain

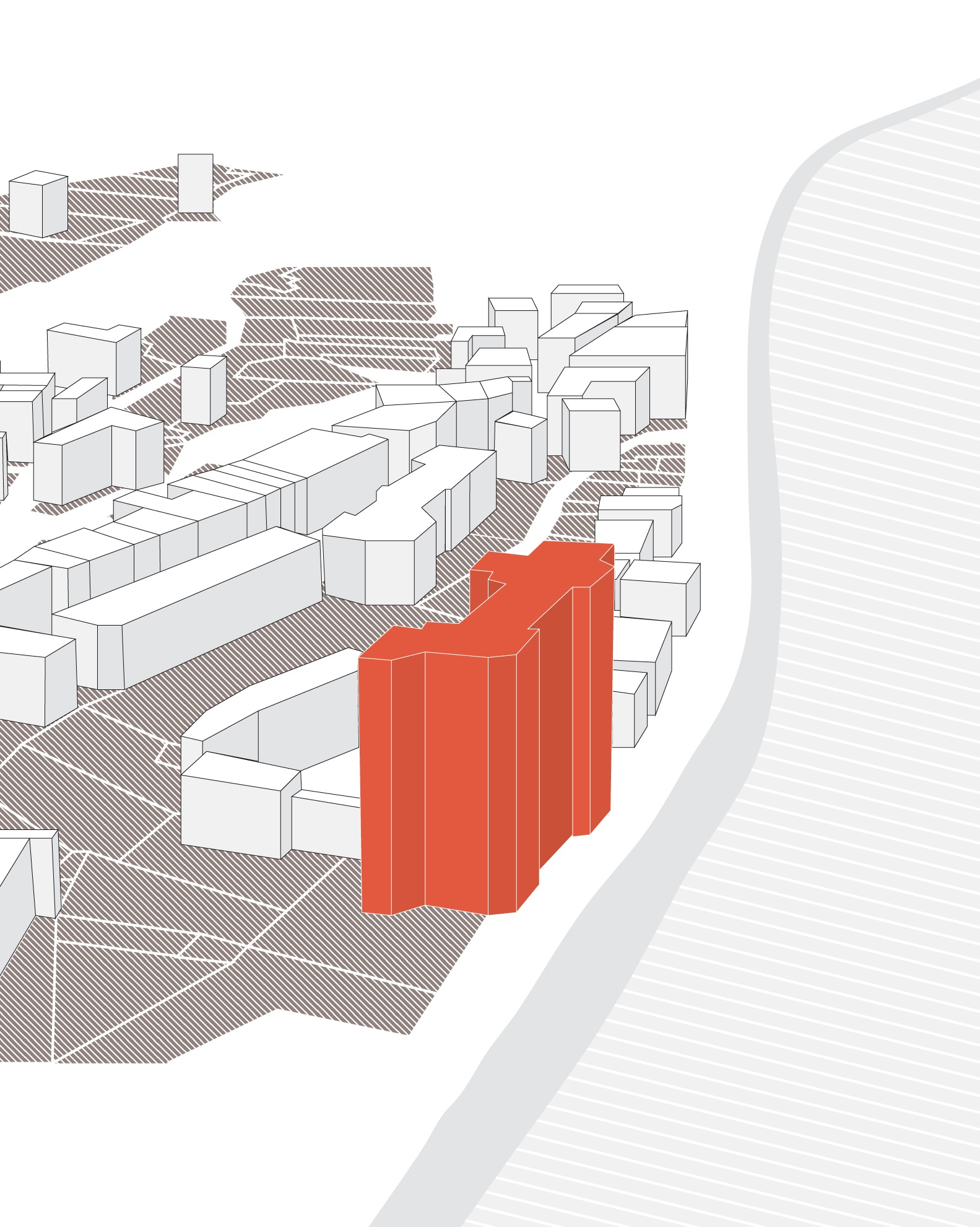
Museo de Arte Contemporáneo – Castillo de Montsoreau

El Museo de Arte Contemporáneo – Castillo de Montsoreau es un museo privado abierto al público. El proyecto se inició en noviembre de 2014 y se inauguró el 8 de abril de 2016. Su colección es la colección más importante de obras del colectivo Art & Language (también escrito Art and Language), que tuvo una parte importante en la invención del arte conceptual. Esta colección permanente, reunida en los últimos 25 años por Philippe Méaille, está diseñada para ser exhibida en el Castillo de Montsoreau, pero también para ser prestada a otras instituciones. La colección Philippe Méaille también ha sido objeto de un préstamo a largo plazo desde 2010 con el MACBA  de Barcelona, lo que anima a las dos instituciones a colaborar regularmente.

## El castillo de Montsoreau y las artes

### En la literatura

#### Alexandre Dumas

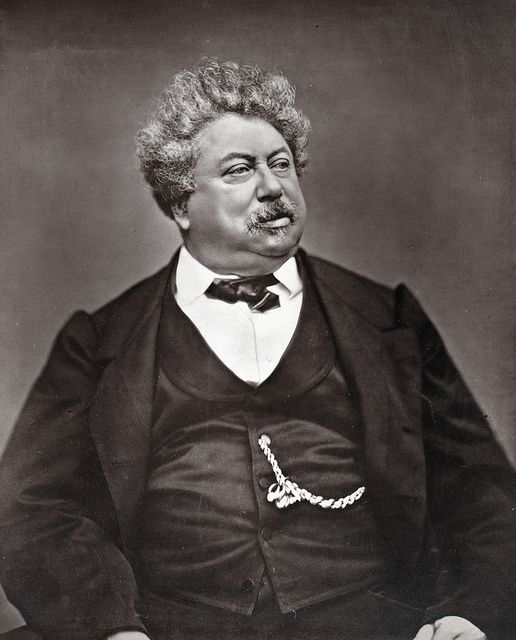
Alejandro Dumas

El castillo de Montsoreau fue inmortalizado por Alejandro Dumas en su novela La dama de Monsoreau, escrito entre 1845 y 1846 que se basa en las aventuras amorosas de Françoise de Maridor y Bussy d'Amboise durante el reino de Enrique III. Aunque la novela de Alejandro Dumas, La Dama de Monsoreau, escrita entre 1845 y 1846, no trata del castillo de Montsoreau, contribuyó enormemente a su fama al poner el señorío de Montsoreau al frente de su historia. En términos más generales, esta novela forma parte de una trilogía que trata de las Guerras de Religión en Francia, junto con las otras dos novelas La reina Margot y Les Quarante-cinq. Alexandre Dumas, como de costumbre, desarrolla la historia de Francia de manera libre y romántica. Montsoreau, escrito Monsoreau para los propósitos de la historia, no aparece en La Reine Margot, pero está presente en las otras dos partes de la saga. Esta trilogía de los Valois permite a Dumas cruzar la gran historia y la pequeña historia introduciendo, empezando por la dama de Monsoreau, tres importantes personajes de la corte francesa, Louis de Bussy d'Amboise, Françoise  Maridor (Diane de Méridor, la dama de Monsoreau) y Carlos de Chambes (el conde de Monsoreau), recordando así la importancia del señorío de Montsoreau a mediados del siglo XVI y el papel central que Juan IV de Chambes desempeñó en la ejecución del día de San Bartolomé. De hecho, esta figura histórica es retratada de manera aterradora por Dumas. La historia de amor entre su esposa Diane de Méridor y Bussy, es una oportunidad para Dumas de exhumar a este personaje histórico, autor de la masacre de los protestantes angevinos en Angers y Saumur. Su celo, además, permitió que el señorío de Montsoreau, hasta entonces una baronía, fuera elevado por el rey de Francia al rango de condado. Así ejecutó al amante de su esposa de manera expeditiva. La novela se desarrolla principalmente en París y en Anjou.
La Dame de Monsoreau es una novela histórica publicada en forma de serie en el Journal du Constitutionnel y que mezcla dos intrigas :
- una historia de amor entre Louis de Clermont, señor de Bussy d'Amboise y Diane de Méridor, esposa del Conde de Monsoreau (Charles de Chambes, Conde de Montsoreau se casó con Françoise de Maridor en 1576). Louis de Clermont, conocido como Bussy d'Amboise, se enamoró de ella. Bussy confió en François, duque de Anjou, quien le dijo a su hermano, el rey Enrique III. Enrique III hace entonces un mal chiste sobre Carlos de Chambes que le llega hasta las orejas. Para vengarse, Charles de Chambes decide tenderle una trampa a Bussy d'Amboise. Obliga a su esposa a darle una cita y lo asesina.
- Una intriga política que pone en escena los disturbios políticos y religiosos durante el reinado de Enrique III, incluyendo la rivalidad entre él y su hermano Francisco de Francia, duque de Alençon y luego duque de Anjou, un personaje intrigante y deshonroso.

#### Gustave Flaubert

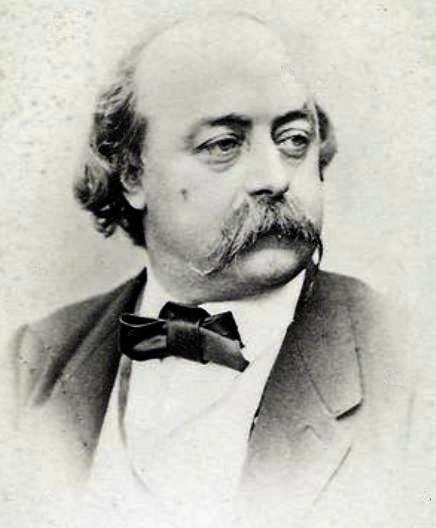
Gustave Flaubert

En su novela Par les champs et par les grèves, Gustave Flaubert y Maxime Du Camp relatan su viaje a Montsoreau el 8 de mayo de 1847: « Anjou huele a Italia. ¿Es un recuerdo? ¿Restos de influencia? ¿O el efecto del suave Loira, el más sensual de los ríos? [...] En Montsoreau, vamos a la izquierda y tomamos el dique que se extiende hasta Saumur entre el Loira y las laderas. [...] Así que vamos así, caminando alegremente y sin preocupaciones, conversando y en silencio, cantando y fumando; fue para nosotros uno de esos días que te hacen amar la vida, uno de esos días en los que la niebla se extiende un poco para dejarte ver un rincón brillante del horizonte ».

#### François Rabelais

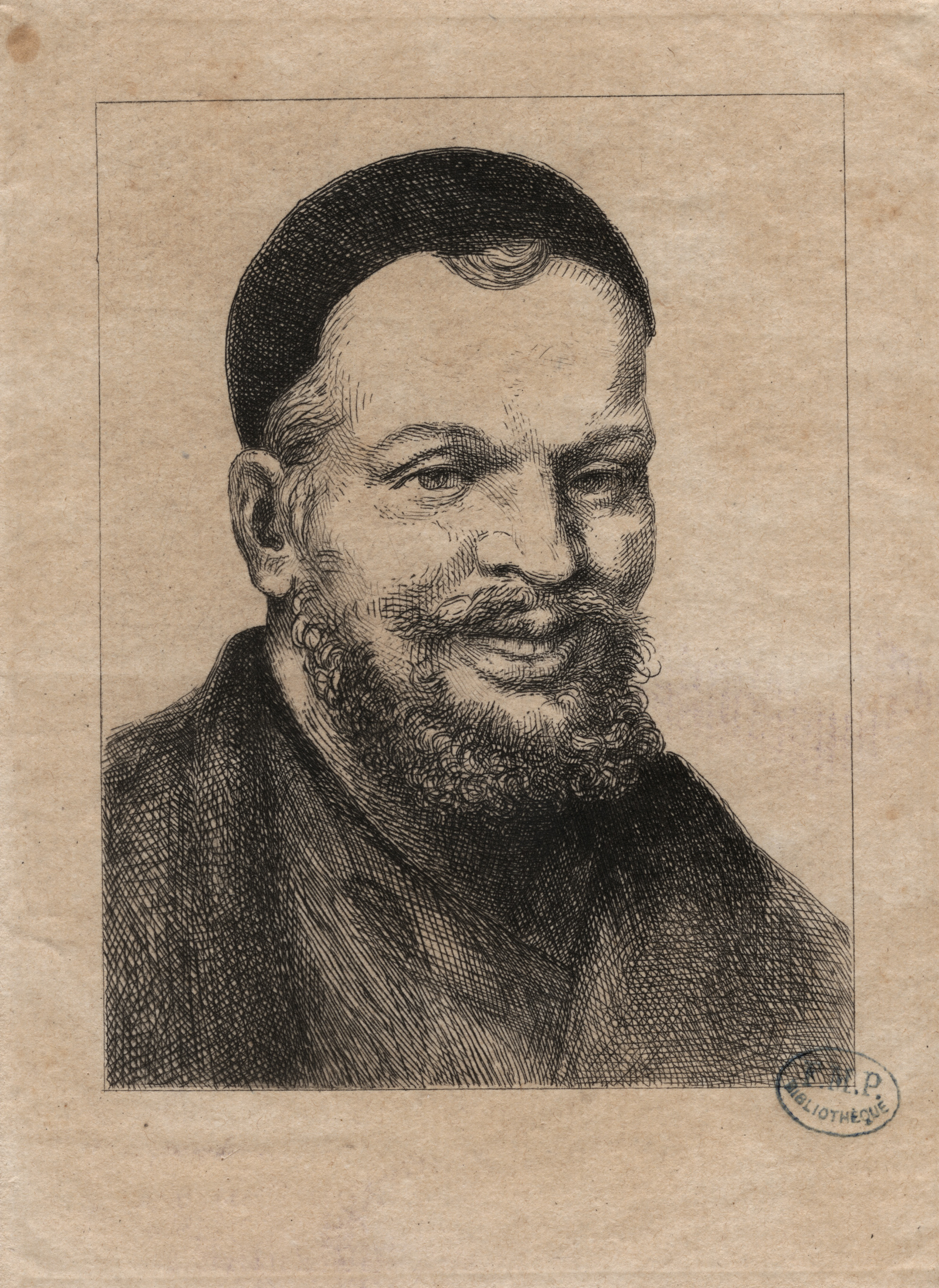
François Rabelais

El nombre de Montsoreau aparece varias veces en la obra maestra de François Rabelais, Gargantua. Es en la Cámara de Cuentas de Montsoreau donde se llevan los registros de las mediciones de Gargantúa,  y también es en Montsoreau donde aprende a nadar mientras cruza el río Loira. Después de su victoria sobre Picrochole, el rey que atacó el reino de Grandgousier, Gargantua, le da Montsoreau a Ithybole como recompensa.

### Cine y audiovisual
Desde principios del siglo XX, cuando el cine comenzó a industrializarse, se hicieron los primeros largometrajes. El éxito internacional del libro de Alexandre Dumas, así como su tema y carácter visual, encontrará nuevas versiones en las tres películas La Dame de Monsoreau de Mario Caserini, Émile Chautard y René Le Somptier. También encontrará una versión en serie en la década de 1970 y en 2006, que lo devolverá a su forma original de publicación.
- 1909: La Dama de Monsoreau (La signora di Monsoreau), película de Mario Caserini
- 1913: La Dame de Monsoreau, película muda francesa de Émile Chautard
- 1923: La Dame de Monsoreau, película muda francesa de René Le Somptier
- 1971: La Dame de Monsoreau, serie de televisión de Yannick Andréi, con Nicolas Silberg (Bussy d'Amboise), Karin Petersen (Diane de Méridor, Comtesse de Monsoreau), François Maistre (Conde Brian de Monsoreau), Michel Creton (Chicot), Gérard Berner (el duque de Anjou) y Denis Manuel (Henri III).
- 2009: La Dame de Monsoreau, serie de televisión producida en 2006 por Michel Hassan, con Esther Nubiola (Diane de Monsoreau), Thomas Jouannet (Bussy d'Amboise), Anne Caillon (la duquesa de Guisa). Emitida en Francia 2, el 26 de agosto de 2009.

### Las artes plásticas

#### SigloXVIII

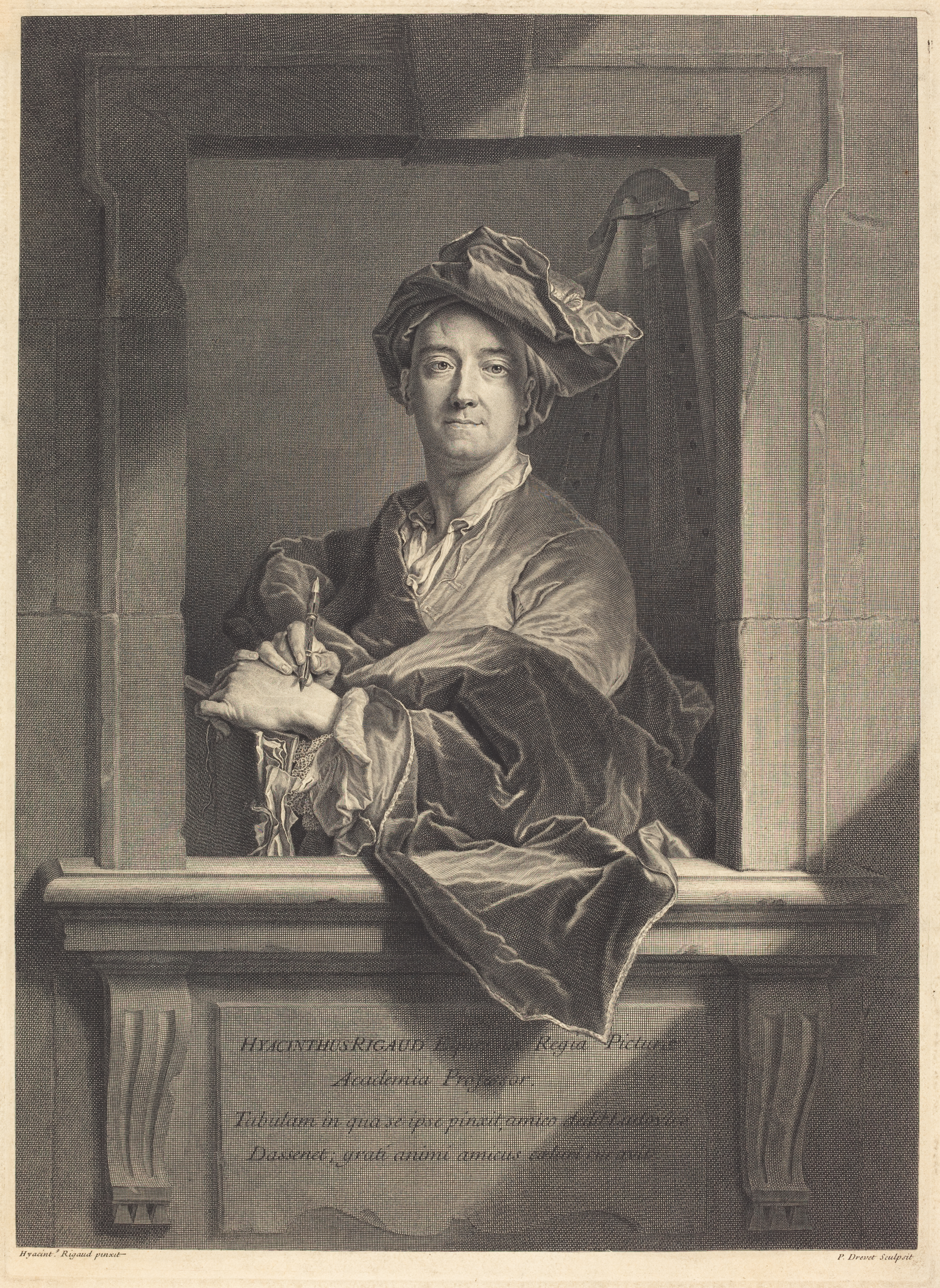
Hyacinthe Rigaud

Cuando el castillo de Montsoreau pase a la familia Sourches, la familia de Montsoreau será inmortalizada varias veces por artistas ilustres del siglo XVIII. El catálogo razonado del pintor Hyacinthe Rigaud contiene cuatro retratos de miembros de la familia de Montsoreau, dos de Louis I de Bouchet de Sourches, uno de su hermana María Luisa y uno de Jeanne-Agnès-Térèse Pocholle du Hamel. También hay un cuadro de Nicolas de Largillierre, La condesa de Montsoreau (1714), conservado en el Museo de Arte de Dallas, un cuadro de François-Hubert Drouais, El marqués de Sourches y su familia (1756), conservado en el castillo de Versalles, y un cuadro de Louis Carrogis, conocido como Carmontelle, Monsieur le Marquis et Madame la Marquise de Montsoreau (1780), conservado en el Domaine de Chantilly, Musée Condé.

#### SigloXIX
En el siglo XIX, la estructura masiva del Castillo de Montsoreau que se levantaba directamente en las orillas del Loira, el estado del edificio cuando empezó a decaer y el dramático escenario de la confluencia de los dos grandes ríos, el Vienne y el Loira, inspiraron a los artistas románticos y preimpresionistas en su viaje por el Loira.

##### Joseph Mallord William Turner

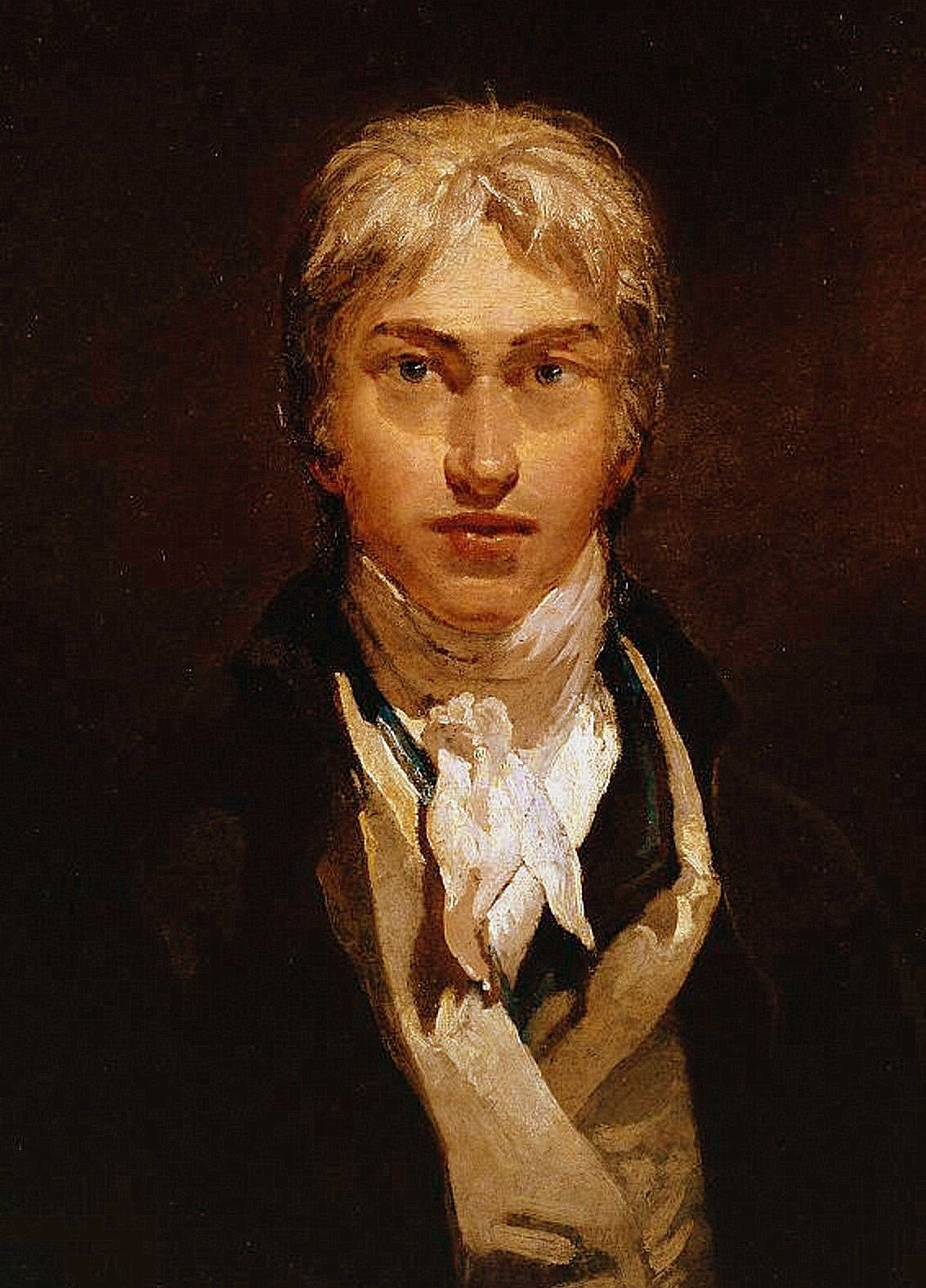
Joseph Mallord William Turner

En octubre de 1826, William Turner pasó una corta estancia en las orillas del Loira y tomó veintiuna vistas del río. Inmortalizó el castillo de Montsoreau, tomando como escenario la inmensidad del paisaje de la confluencia de la Vienne y el Loira. Esta acuarela conservada en el Museo Ashmolean de Oxford fue, sin embargo, grabada en 1832; una copia se conserva en el castillo de Montsoreau.

##### Auguste Rodin

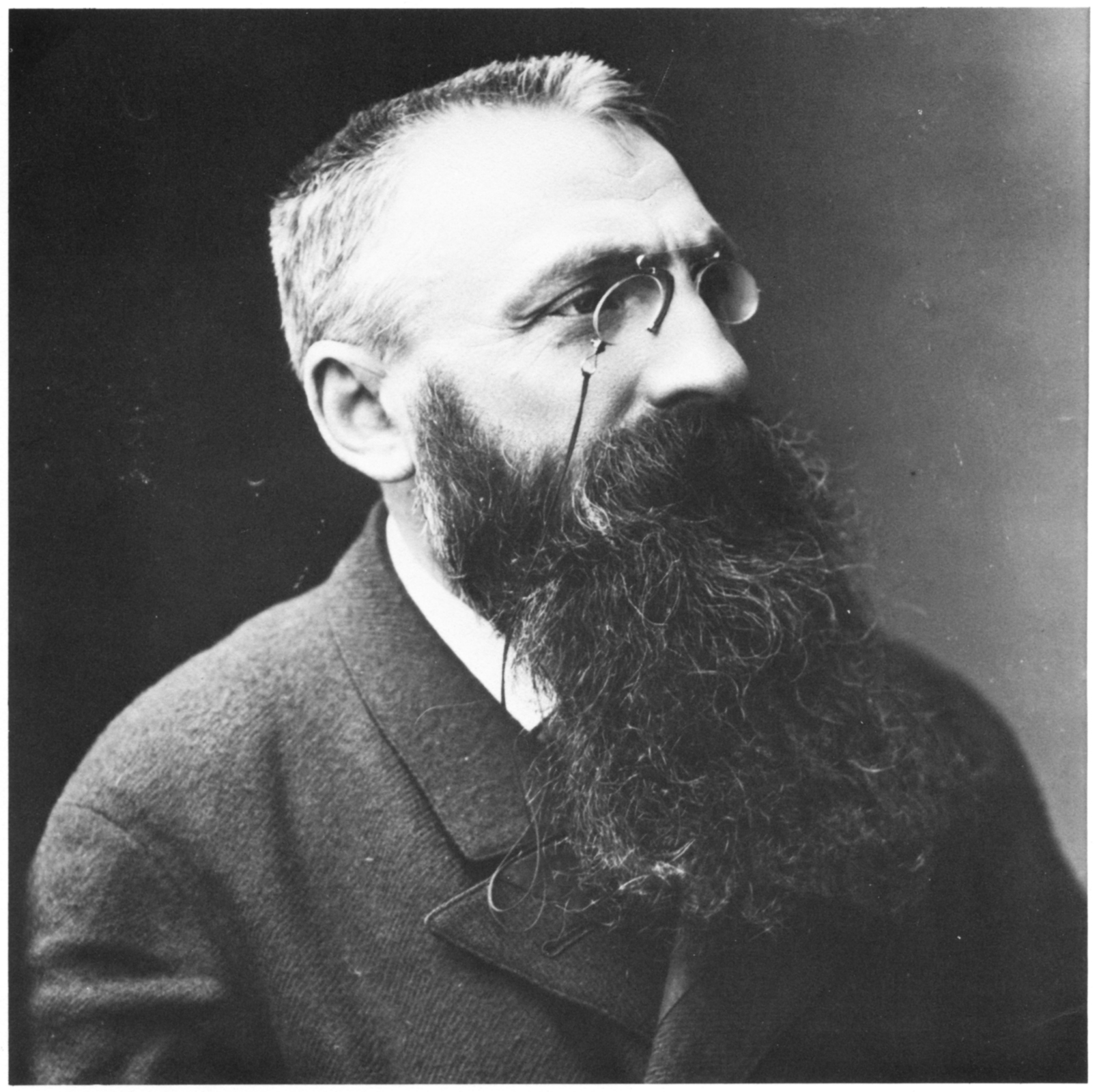
Auguste Rodin

Auguste Rodin, gran amante de la arquitectura clásica, no dudó en hacer reinstalar el pabellón de la Exposición Universal (al que añadió un pórtico recuperado del castillo de Issy) en las alturas de Meudon en 1895. Dos años más tarde, hacia 1897, fascinado por la arquitectura del castillo de Montsoreau, dibujó una vista idealizada de la fachada norte del castillo, que ya estaba prácticamente en ruinas.

##### Paul-Désiré Trouillebert
Paul-Désiré Trouillebert, pintor de la escuela de Barbizon, trabaja en París y en Candes-Saint-Martin donde tiene un taller y también un barco-taller. Su barco-taller le permite navegar por la Vienne y el Loira y pintar el paisaje desde el río. Ha realizado un gran número de vistas de estos paisajes del Loira en los que aparece regularmente el castillo de Montsoreau.

### Teatro y ópera
La Dame de Monsoreau es adaptada en cinco actos y diez cuadros, por Alejandro Dumas père y Auguste Maquet para ser interpretada en el Théâtre de l'Ambigu. Se estrenó el 19 de noviembre de 1860 con Jules-Henri Brésil en el papel principal del Conde de Montsoreau y Étienne Mélingue en el papel de Chicot. Esta obra será revivida por el teatro de la Puerta Saint-Martin en París.
Es digno de mención que se creó una ópera basada en La Dama de Monsoreau. El libreto fue escrito por Auguste Maquet, un fiel colaborador de Dumas y la música fue escrita por Gaston Salvayre. Esta ópera fue encargada a Gastón Salvayre por la Ópera de París y su primera representación pública se realizó en la Ópera Garnier el 30 de enero de 1888. Esta ópera no tuvo tanto éxito como se esperaba y sólo se representó ocho veces.

### Cultura popular
- En 2019, la revista All About History publica su clasificación de los 101 castillos más bonitos del mundo (en inglés: 101 World's Greatest castles) y clasifica al Castillo de Montsoreau con el número 53.[60]
- Al igual que con otros castillos del Loira como Chambord, Amboise y Chenonceau, se le dedica un premio de carreras de caballos (Premio de Montsoreau) durante las carreras en el hipódromo de Vincennes.[61]